# Regeringen Hansson II
Regeringen Hansson II var en svensk regering som tillträdde den 28 september 1936 och avgick den 13 december 1939. Regeringen var en koalitionsregering mellan socialdemokraterna och Bondeförbundet.
På sommaren 1936 avgick Hanssons första regering när den inte fick i stöd i riksdagen för sin försvarspolitik, trots att det endast var tre månader kvar till höstens andrakammarval. Uppdraget att bilda ny regering gick till Bondeförbundets partiledare Axel Pehrsson-Bramstorp. Denna så kallade semesterregering sjösatte inga reformer eller genomförde några lagändringar eftersom riksdagen inte var samlad. Höstvalet blev en stor framgång för socialdemokraterna, vilket gav anledning för statsministern att inlämna regeringens avskedsansökan.
Uppdraget att bilda ny regering gick åter till Per Albin Hansson som till allmän förvåning inledde regeringsförhandlingar med Bondeförbundet, möjligtvis därför att socialdemokraterna inte ville vara beroende av något av vänsterpartierna i riksdagens omröstningar. Bondeförbundet fick tre ministerposter: Pehrsson-Bramstorp blev jordbruksminister, Karl Gustaf Westman blev justitieminister och Janne Nilsson försvarsminister.
Under tiden fram till andra världskriget genomförde regeringen flera socialpolitiska reformer, bland annat dyrortsgruppering för folkpensionerna och införandet av två veckors betald semester för alla löntagare.
När det finska vinterkriget utbröt avgick regeringen och i stället tillträdde en samlingsregering, Regeringen Hansson III, med socialdemokraterna, Bondeförbundet, Folkpartiet och Högerpartiet.

## Statsråd
* Statsminister eller departementschef
| Statsminister            |  | Per Albin Hansson       | 28 september 1936 | 13 december 1939 | Socialdemokraterna |
| Finansminister           |  | Ernst Wigforss          | 28 september 1936 | 13 december 1939 | Socialdemokraterna |
| Utrikesminister          |  | Rickard Sandler         | 28 september 1936 | 13 december 1939 | Socialdemokraterna |
| Justitieminister         |  | Karl Gustaf Westman     | 28 september 1936 | 13 december 1939 | Bondeförbundet     |
| Försvarsminister         |  | Janne Nilsson           | 28 september 1936 | 9 december 1938  | Bondeförbundet     |
| Försvarsminister         |  | Per Edvin Sköld         | 16 december 1938  | 13 december 1939 | Socialdemokraterna |
| Socialminister           |  | Gustav Möller           | 28 september 1936 | 16 december 1938 | Socialdemokraterna |
| Socialminister           |  | Albert Forslund         | 16 december 1938  | 13 december 1939 | Socialdemokraterna |
| Kommunikationsminister   |  | Albert Forslund         | 28 september 1936 | 16 december 1938 | Socialdemokraterna |
| Kommunikationsminister   |  | Gerhard Strindlund      | 16 december 1938  | 13 december 1939 | Bondeförbundet     |
| Ecklesiastikminister     |  | Arthur Engberg          | 28 september 1936 | 13 december 1939 | Socialdemokraterna |
| Jordbruksminister        |  | Axel Pehrsson-Bramstorp | 28 september 1936 | 13 december 1939 | Bondeförbundet     |
| Handelsminister          |  | Per Edvin Sköld         | 28 september 1936 | 16 december 1938 | Socialdemokraterna |
| Handelsminister          |  | Gustav Möller           | 16 december 1938  | 13 december 1939 | Socialdemokraterna |
| Folkhushållningsminister |  | Herman Eriksson         | 15 oktober 1939   | 13 december 1939 | Socialdemokraterna |
| Konsultativa statsråd    |  |                         |                   |                  |                    |
| Juristkonsult            |  | Nils Quensel            | 28 september 1936 | 13 december 1939 | Partilös           |
| Juristkonsult            |  | Karl Levinson           | 28 september 1936 | 31 augusti 1938  | Socialdemokraterna |
| Juristkonsult            |  | Herman Eriksson         | 31 augusti 1938   | 14 oktober 1939  | Socialdemokraterna |
| Juristkonsult            |  | Gunnar Hägglöf          | 14 oktober 1939   | 13 december 1939 | Partilös           |